# Sanghalia kerandeli
Sanghalia kerandeli är en stekelart som beskrevs av Jean Risbec 1955. Sanghalia kerandeli ingår i släktet Sanghalia och familjen sköldlussteklar.
Artens utbredningsområde är Kongo. Inga underarter finns listade i Catalogue of Life.